# Body Movin'
Body Movin' is een single van de Amerikaanse alternatieve hiphopgroep Beastie Boys. Er bestaat een remix van Fatboy Slim en één van Redman, Biz Markie en Erik Sermon.
In de videoclip van de Fatboy Slimremix voeren de drie leden van de Beastie Boys een parodie op van de Italiaanse film Diabolik, die weer gebaseerd is op het gelijknamige stripfiguur.
Voor de Amerikaanse markt is een gecensureerde versie uitgebracht, waarbij een schietpartij en een onthoofding weggelaten zijn.